# Luciano Amaral (político)
Luciano Suruagy do Amaral Filho (Maceió, 27 de junho de 1986) é um pecuarista e político brasileiro, filiado ao Partido Social Democrático (PSD). É Deputado Federal por Alagoas.

## Biografia
Luciano Amaral, é um pecuarista que se candidatou nas Eleições de 2022 para substituir o então deputado federal Sérgio Toledo que não disputou a re-eleição, sendo eleito com 101.508 votos.
Luciano é primo do atual Governador de Alagoas, Paulo Dantas (MDB).